# Mimela junii
Mimela junii är en skalbaggsart som beskrevs av Duftschmidt 1805. Mimela junii ingår i släktet Mimela och familjen Rutelidae.

## Underarter
Arten delas in i följande underarter:
- M. j. gigliocola
- M. j. miksici
- M. j. rugosula
- M. j. calabrica